# ヘリット・ウィレムスゾーン・ヘーダ
ヘリット・ウィレムスゾーン・ヘーダ（Gerret Willemsz. Heda、 (1625年頃生 – 没年不明）はオランダ黄金時代の画家の一人である。オランダの静物画の代表的画家の一人、ウィレム・クラースゾーン・ヘーダ（1593年か1594年生-1680年没）の息子である。父親と同じように静物画を描いたが父親よりも早く没した。

## 概要
生涯については殆ど記録がないがハールレムで生まれたとされる。父親のウィレム・クラースゾーン・ヘーダから絵を学び、ヘリットの静物画は父親の絵画によく似ている。食事の並んだ食卓を描く静物画である「朝食画（ontbijtjes）」や「晩餐画（banketje）」と呼ばれるジャンルの作品を描いた。1640年代にハールレムで活動し、1642年にハールレムの聖ルカ組合に入会した記録があることから生年は1625年頃と推定されている。
オランダ美術史研究所の研究者はヘリット・ウィレムスゾーン・ヘーダの葬礼日を1647年7月31日と推定しているが、他の研究では没年はもっと後であるとしている。1660年頃には言及された記録は無くなっている。ハールレムで亡くなったと考えられている。

## 作品

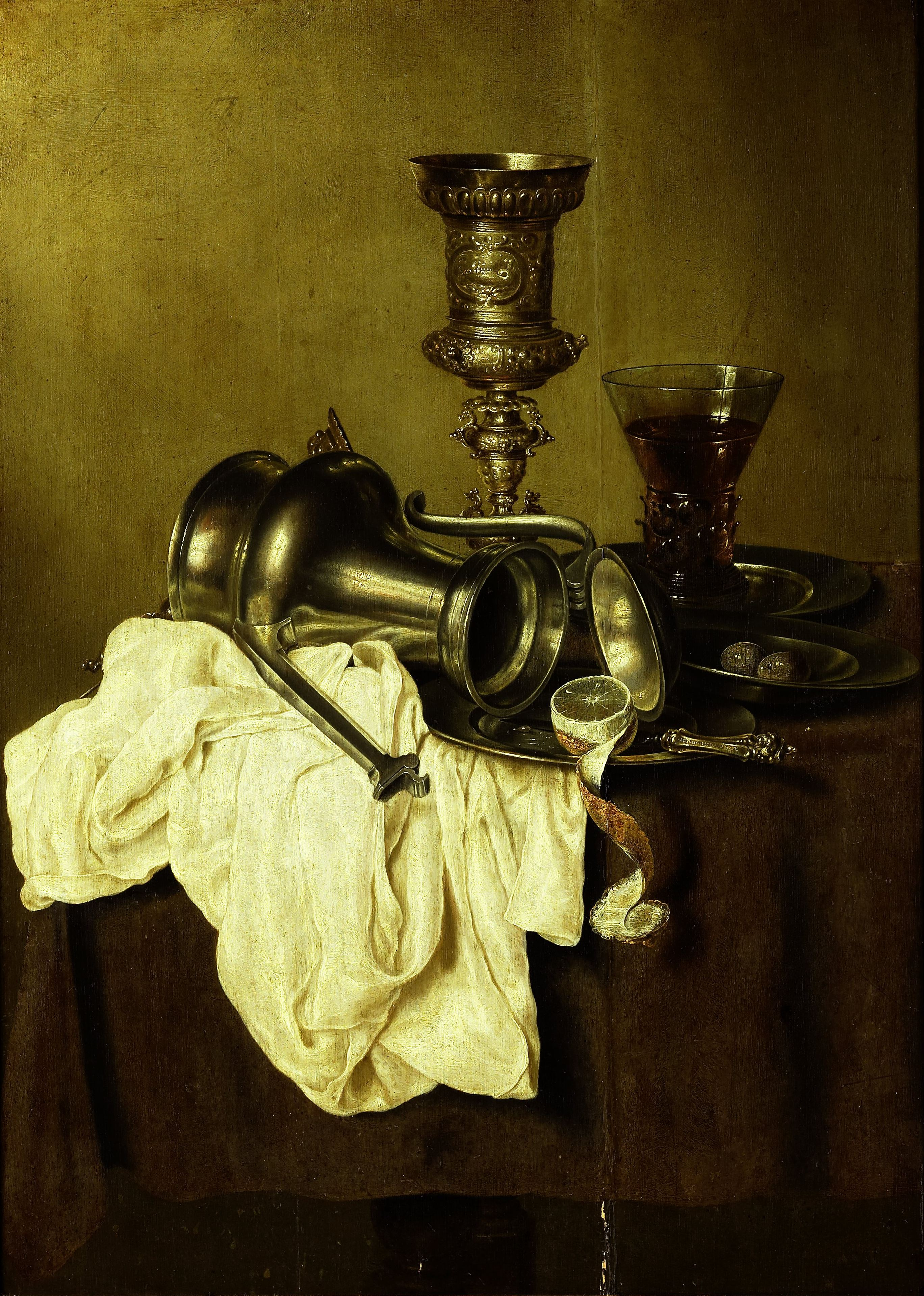
静物画 (1642) アムステルダム国立美術館 蔵
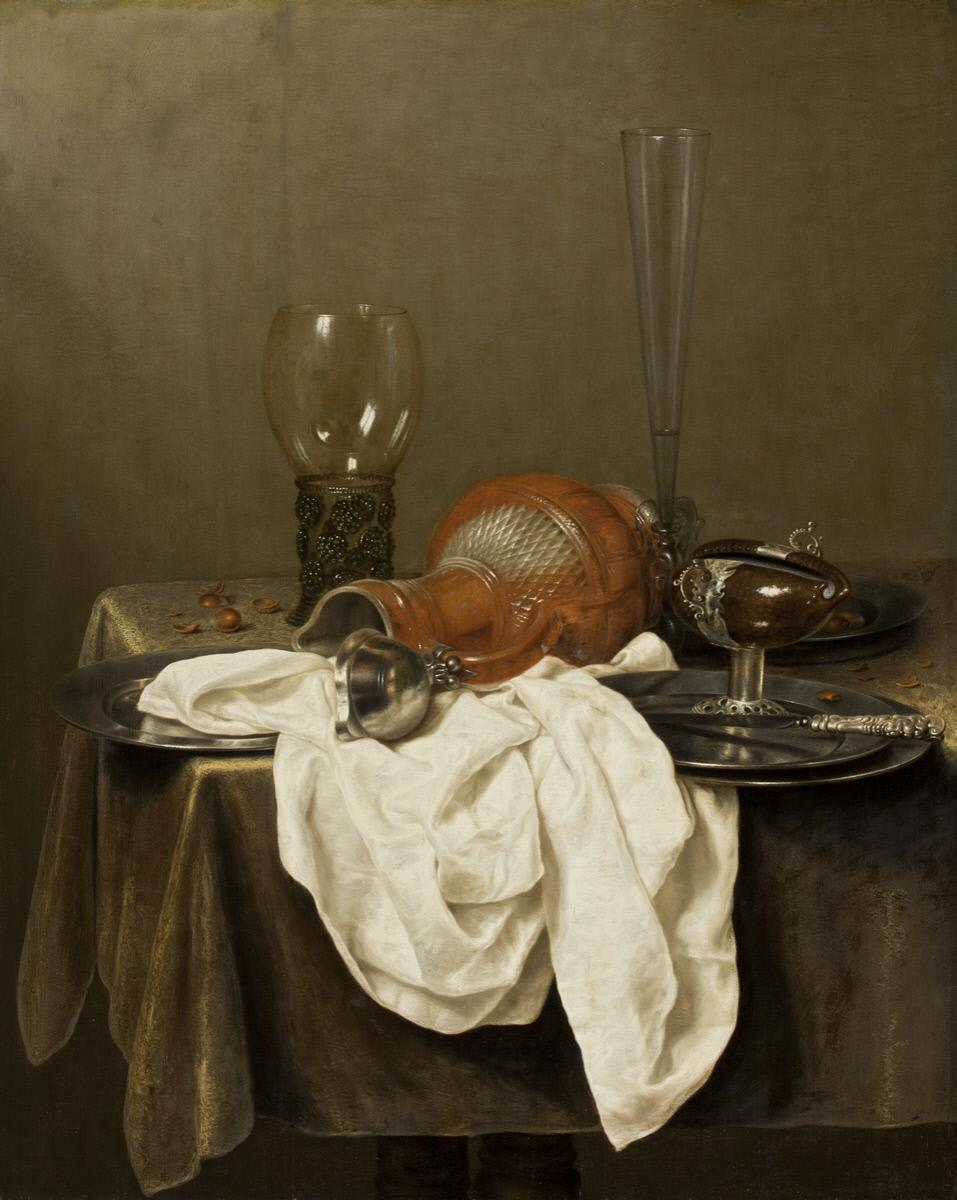
卓上の静物(1644) ウースター美術館 蔵
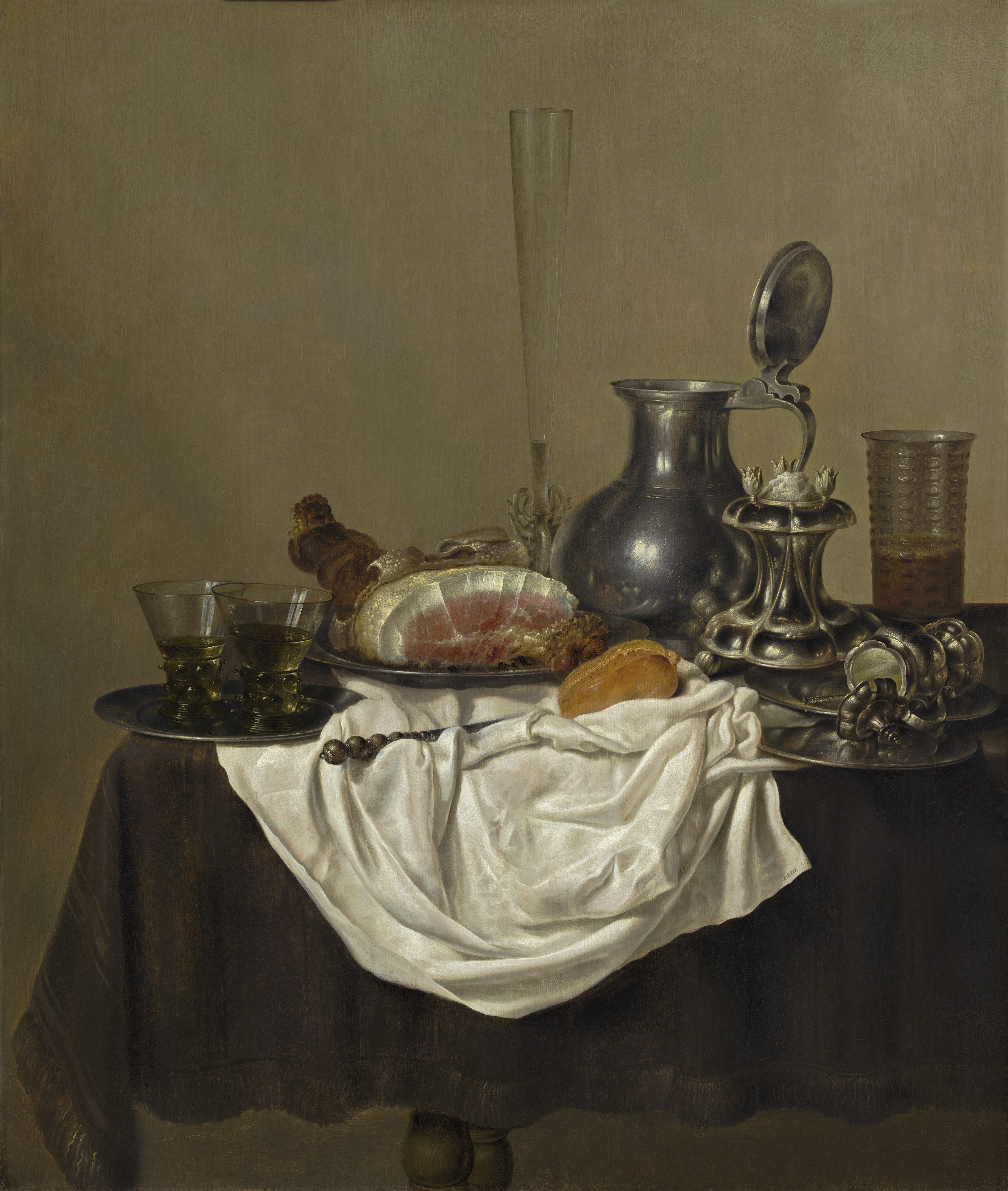
ハムのある静物画(1650) ナショナル・ギャラリー (ロンドン) 蔵